# Michael Joseph Gill

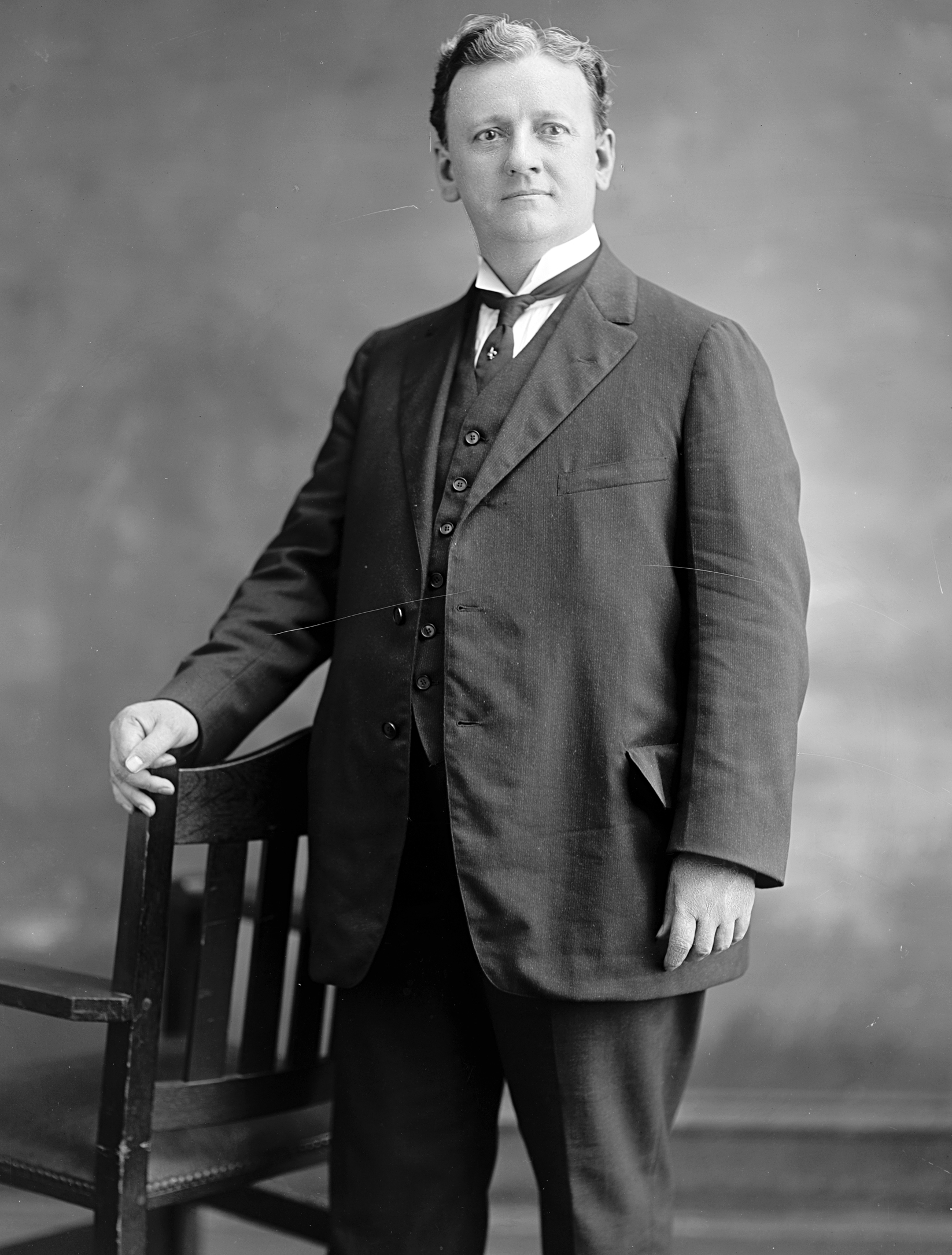
Michael Joseph Gill

Michael Joseph Gill (* 5. Dezember 1864 in Covington, Kenton County, Kentucky; † 1. November 1918 in St. Louis, Missouri) war ein US-amerikanischer Politiker. Zwischen  Juni 1914 und März 1915 vertrat er den Bundesstaat Missouri im US-Repräsentantenhaus.

## Werdegang
Michael Gill besuchte die öffentlichen Schulen seiner Heimat und danach das Oberlin College in Ohio. Danach war er in der Glasherstellung beschäftigt. Zwischen 1892 und 1912 gehörte er dem Vorstand der amerikanischen Glasbläservereinigung an. Gleichzeitig begann er als Mitglied der Demokratischen Partei eine politische Laufbahn. Zwischen 1892 und 1896 saß er als Abgeordneter im Repräsentantenhaus von Missouri. Im Jahr 1912 war er Delegierter zur Democratic National Convention in Baltimore, auf der Woodrow Wilson als Präsidentschaftskandidat nominiert wurde.
Bei den Kongresswahlen des Jahres 1912 unterlag er im zwölften Wahlbezirk von Missouri dem republikanischen Amtsinhaber Leonidas C. Dyer. Gill legte aber gegen den Ausgang der Wahl Widerspruch ein. Als diesem stattgegeben wurde, konnte er am 19. Juni 1914 das Mandat von Dyer übernehmen und bis zum 3. März 1915 die laufende Legislaturperiode beenden. Da er bei den Kongresswahlen des Jahres 1914 gegen Dyer verlor, musste er sein Mandat am 4. März 1915 wieder an diesen zurückgeben.
Im Jahr 1916 arbeitete Michael Gill zeitweise für die Regierung als Schlichter in Arbeitsfragen. Er starb am 1. November 1918 in St. Louis.